# サニックスワールドラグビーユース交流大会2020
サニックスワールドラグビーユース交流大会2020は2020年4月28日から5月5日までグローバルアリーナにて予定されていたサニックスワールドラグビーユース交流大会である。新型コロナウイルスの全世界大流行の影響で中止となった。

## 概要
2020年3月2日に中止を発表。なおサニックスワールドラグビーユースが中止になるのは今回が初。